# Gyula Kiss
Pour les articles homonymes, voir Kiss.
Ne doit pas être confondu avec Gyula Kiss (pianiste).
Gyula Kiss, né le 21 octobre 1881 et mort le 16 mai 1959 en Hongrie, est un footballeur international hongrois. Il évolue au poste de milieu de terrain dans les années 1900 puis se reconvertit en entraîneur dans les années 1920.

## Biographie
Gyula Kiss fait ses débuts professionnels avec le Magyar Úszó Egylet en première division hongroise. En 1903, il rejoint le 33 FC et devient international. Il joue quatre matchs avec la sélection jusqu'en 1906 et met un terme à sa carrière de joueur l'année suivante.
Dans les années 1920, il se reconvertit et entraîne la sélection nationale hongroise de 1921 à 1924 puis de 1926 à 1928.

## Palmarès
- Championnat de Hongrie de football
  - Vice-champion en 1901 avec le Magyar Úszó Egylet